# Хеллеманс, Огюст
Огю́ст (Гюст) Хе́ндрик Хе́ллеманс (нидерл. Auguste "Gust" Hendrik Hellemans; 21 июня 1907, Капелле-оп-ден-Бос — 4 мая 1992, Беркем-Сент-Агат, Бельгия) — бельгийский футболист, полузащитник, участник Олимпиады 1928 и чемпионата мира 1930 года.

## Карьера

### Клубная
Выступал за бельгийские клубы«Мехелен» и «Лувьеруаз». В 1928 году становился чемпионом второго дивизиона чемпионата Бельгии, в 1933 году был лучшим бомбардиром второго дивизиона. В 1944 году завершил игровую карьеру.

### В сборной
С 1928 по 1934 год провёл 28 матчей за сборную, из них 1 матч на Олимпийских играх 1928 года и 2 матча на чемпионате мира 1930 года. Был также в заявке на чемпионат мира 1934 года в Италии, но не играл на турнире.
| Матчи и голы Огюста Хеллеманса за сборную Бельгии | Матчи и голы Огюста Хеллеманса за сборную Бельгии | Матчи и голы Огюста Хеллеманса за сборную Бельгии | Матчи и голы Огюста Хеллеманса за сборную Бельгии | Матчи и голы Огюста Хеллеманса за сборную Бельгии | Матчи и голы Огюста Хеллеманса за сборную Бельгии | Матчи и голы Огюста Хеллеманса за сборную Бельгии |
| ------------------------------------------------- | ------------------------------------------------- | ------------------------------------------------- | ------------------------------------------------- | ------------------------------------------------- | ------------------------------------------------- | ------------------------------------------------- |
| №                                                 | Дата                                              | Место проведения                                  | Соперник                                          | Счёт                                              | Голы                                              | Турнир                                            |
| 1                                                 | 5 июня 1928                                       | Роттердам, Нидерланды                             | Нидерланды                                        | 1:3                                               | -                                                 | Олимпийские игры 1928                             |
| 2                                                 | 4 мая 1930                                        | Амстердам, Нидерланды                             | Нидерланды                                        | 2:2                                               | -                                                 | Товарищеский матч                                 |
| 3                                                 | 11 мая 1930                                       | Брюссель, Бельгия                                 | Ирландское Свободное Государство                  | 1:3                                               | -                                                 | Товарищеский матч                                 |
| 4                                                 | 8 июня 1930                                       | Антверпен, Бельгия                                | Португалия                                        | 2:1                                               | -                                                 | Товарищеский матч                                 |
| 5                                                 | 13 июля 1930                                      | Монтевидео, Уругвай                               | США                                               | 0:3                                               | -                                                 | Чемпионат мира 1930                               |
| 6                                                 | 20 июля 1930                                      | Монтевидео, Уругвай                               | Парагвай                                          | 0:1                                               | -                                                 | Чемпионат мира 1930                               |
| 7                                                 | 21 сентября 1930                                  | Антверпен, Бельгия                                | Чехословакия                                      | 2:3                                               | -                                                 | Товарищеский матч                                 |
| 8                                                 | 28 сентября 1930                                  | Льеж, Бельгия                                     | Швеция                                            | 2:2                                               | -                                                 | Товарищеский матч                                 |
| 9                                                 | 7 декабря 1930                                    | Монруж, Франция                                   | Франция                                           | 2:2                                               | -                                                 | Товарищеский матч                                 |
| 10                                                | 29 марта 1931                                     | Амстердам, Нидерланды                             | Нидерланды                                        | 2:3                                               | -                                                 | Товарищеский матч                                 |
| 11                                                | 3 мая 1931                                        | Антверпен, Бельгия                                | Нидерланды                                        | 4:2                                               | -                                                 | Coupe Van den Abeele 1931                         |
| 12                                                | 16 мая 1931                                       | Брюссель, Бельгия                                 | Англия                                            | 1:4                                               | -                                                 | Товарищеский матч                                 |
| 13                                                | 31 мая 1931                                       | Лиссабон, Португалия                              | Португалия                                        | 2:3                                               | -                                                 | Товарищеский матч                                 |
| 14                                                | 11 октября 1931                                   | Брюссель, Бельгия                                 | Польша                                            | 2:1                                               | -                                                 | Товарищеский матч                                 |
| 15                                                | 6 декабря 1931                                    | Брюссель, Бельгия                                 | Швейцария                                         | 2:1                                               | -                                                 | Товарищеский матч                                 |
| 16                                                | 20 марта 1932                                     | Антверпен, Бельгия                                | Нидерланды                                        | 1:4                                               | -                                                 | Coupe Van den Abeele 1932                         |
| 17                                                | 17 апреля 1932                                    | Антверпен, Бельгия                                | Нидерланды                                        | 1:2                                               | -                                                 | Товарищеский матч                                 |
| 18                                                | 11 декабря 1932                                   | Брюссель, Бельгия                                 | Австрия                                           | 1:6                                               | -                                                 | Товарищеский матч                                 |
| 19                                                | 12 февраля 1933                                   | Брюссель, Бельгия                                 | Италия                                            | 2:3                                               | -                                                 | Товарищеский матч                                 |
| 20                                                | 12 марта 1933                                     | Цюрих, Швейцария                                  | Швейцария                                         | 3:3                                               | -                                                 | Товарищеский матч                                 |
| 21                                                | 26 марта 1933                                     | Коломб, Франция                                   | Франция                                           | 0:3                                               | -                                                 | Товарищеский матч                                 |
| 22                                                | 9 апреля 1933                                     | Антверпен, Бельгия                                | Нидерланды                                        | 1:3                                               | -                                                 | Товарищеский матч                                 |
| 23                                                | 7 мая 1933                                        | Амстердам, Нидерланды                             | Нидерланды                                        | 2:1                                               | -                                                 | Товарищеский матч                                 |
| 24                                                | 4 июня 1933                                       | Варшава, Польша                                   | Польша                                            | 1:0                                               | -                                                 | Товарищеский матч                                 |
| 25                                                | 11 июня 1933                                      | Вена, Австрия                                     | Австрия                                           | 1:4                                               | -                                                 | Товарищеский матч                                 |
| 26                                                | 22 октября 1933                                   | Дуйсбург, Германия                                | Германия                                          | 1:8                                               | -                                                 | Товарищеский матч                                 |
| 27                                                | 26 ноября 1933                                    | Брюссель, Бельгия                                 | Дания                                             | 2:2                                               | -                                                 | Товарищеский матч                                 |
| 28                                                | 21 января 1934                                    | Брюссель, Бельгия                                 | Франция                                           | 2:3                                               | -                                                 | Товарищеский матч                                 |

Итого: 28 матчей / 0 голов; 6 побед, 5 ничьих, 17 поражений.

### Тренерская
В 1950-е годы трижды назначался тренером клуба «Патро Эйсден Масмехелен».